# Теорема Ван-Обеля о треугольнике
Теорема Ван-Обеля — классическая теорема аффинной геометрии треугольника.

## Формулировка

Случай, когда все три точки лежат на сторонах треугольника, а не на их продолжениях.

Случай, когда две точки лежат на продолжениях сторон.

Если прямые {\displaystyle AP}, {\displaystyle BP}, {\displaystyle CP} пересекают соответственно прямые {\displaystyle BC}, {\displaystyle CA} и  {\displaystyle AB}, содержащие стороны треугольника {\displaystyle ABC} соответственно в точках {\displaystyle A_{1}}, {\displaystyle B_{1}} и {\displaystyle C_{1}}, то имеет место равенство отношений направленных отрезков:
{\displaystyle {\frac {AC_{1}}{C_{1}B}}+{\frac {AB_{1}}{B_{1}C}}={\frac {AP}{PA_{1}}}}.

### Замечания
- Если отрезки сонаправлены (одинаково направлены), то верхние знаки направленных отрезков можно убрать, и мы получим скалярный вариант теоремы Ван-Обеля:
{\displaystyle {\frac {AC_{1}}{C_{1}B}}+{\frac {AB_{1}}{B_{1}C}}={\frac {AP}{PA_{1}}}}.

## О доказательствах
Обычно доказывается применением метода центров масс; доказательство можно также построить на основе теоремы Менелая.